# Thomas Colyear (4e comte de Portmore)
Thomas Charles Colyear, 4e comte de Portmore (27 mars 1772 - 18 janvier 1835), titré vicomte Milsington de 1785 à 1823, est un homme politique britannique. 

## Biographie
Il est le fils de William Colyear (3e comte de Portmore) et lui succède à ses titres à sa mort. Il se marie deux fois, en 1793, il épouse Lady Mary Elizabeth Bertie (décédée en 1797), fille de Brownlow Bertie (5e duc d'Ancaster et Kesteven), dont il a un fils: 
- Brownlow Charles Colyear, qui hérite des biens personnels du duc d’Ancaster à sa mort en 1809, meurt à Rome en 1819 des suites de blessures subies lors d’une bagarre avec des bandits.

Il est député de l’arrondissement de Boston dans le Lincolnshire de 1796 à 1802. 
Il est un joueur de cricket amateur qui fait trois apparitions connues dans des matches de cricket de première classe de 1792 à 1793. Il est principalement associé à Hampshire et est l'un des premiers membres du club de cricket Marylebone. 